# Robert Atkins
Robert Coleman Atkins (Ohio, 17 de octubre de 1930-Nueva York, 17 de abril de 2003) fue un médico y cardiólogo estadounidense conocido por ser el autor de la llamada dieta Atkins, una popular pero controvertida dieta basada en el consumo de alimentos ricos en proteínas y pobres en glúcidos. Graduado por la Universidad de Míchigan en 1951, recibió en 1955 el título de médico por el Weill Medical College de la Universidad de Cornell. Posteriormente se especializó en cardiología y medicina alternativa.

## Anécdota sobre la muerte del Dr. Atkins
En numerosos artículos informales y páginas de Internet se afirma que R.C. Atkins murió a consecuencia de las complicaciones del sobrepeso que padecía. La causa de su muerte fue una herida grave en la cabeza,, que se produjo accidentalmente al caerse en la calle. La gravedad de la lesión originó un estado de coma del que no se recuperó. Tras la autopsia, se confirmó que padecía sobrepeso y lesiones cardiovasculares.  A partir de esta información, se ha difundido la creencia de que Atkins, al estar hospitalizado, ganó peso debido a la infusión de soluciones glucosadas. Aunque tal aseveración carece de fundamento científico, los defensores de la dieta Atkins sostienen esa versión. Lo que es seguro es que si Atkins murió con sobrepeso, este no lo experimentó como consecuencia de su estancia hospitalaria, y su muerte no parece estar relacionada con la cardiopatía que sufría.

## El origen de la dieta Atkins
Según refiere el propio Robert C. Atkins, en la década de los 60, había observado que los pacientes obesos que pasaban por su consulta no lograban reducir peso con las dietas convencionales. Ello le animó a experimentar con otras dietas, basándose en el supuesto de que la obesidad se instauraba con las dietas ricas en glúcidos. Por ello, desarrolló lo que denominó "método nutricional del Dr. Atkins" y que difundió en la década de los 70 a través de un libro titulado 'La revolución dietética del Dr. Atkins'. Su propuesta, basada en el predominio de alimentos de origen animal, fue desautorizada por la comunidad médica.